# Heiligtum des Apollon Maleatas

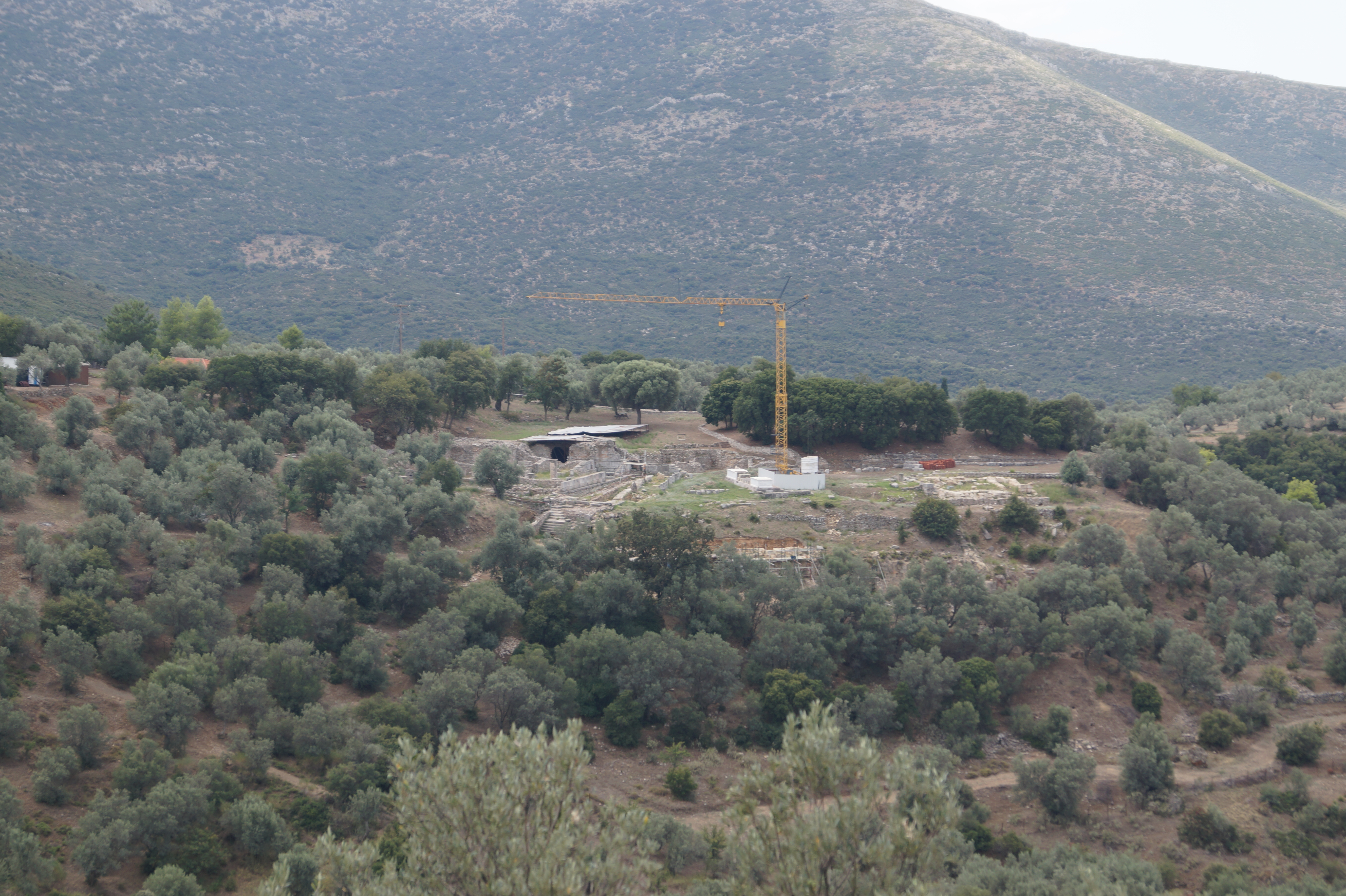
Blick auf das Heiligtum, 2018

Das Heiligtum des Apollon Maleatas (griechisch Ιερό του Απόλλωνα Μαλεάτα) lag am Abhang des Bergs Kynortion bei dem Heiligtum von Epidauros in der griechischen Landschaft Argolis. Hier wurde der griechische Gott Apollon unter dem Namen Apollon Maleatas verehrt. Ein weiteres Heiligtum des Apollon Maleatas findet sich in Sparta. Nach einer Vermutung von J.W. Riethmüller ist sein Name von Kap Maleas herzuleiten und Maleatas ist eine alte peloponnesische Lokalgottheit.

## Überlieferung
Nach dem Hymnos des Isyllos von Epidauros wurde der Kult des Apollon Maleatas von einem gewissen Malos begründet, von dessen Namen der Kultname Maleatas abgeleitet wurde. Pausanias berichtet, dass das Heiligtum des Apollon Maleatas sehr alt sei und das die neueren Bauten und die Zisterne zum Auffangen des Regenwassers vom Senator Antoninus errichtet wurden. Ein Ziegel aus der Skana, der mit dem Stempel ANTONEIN versehen ist und mehrere Inschriften aus Epidauros bestätigen dies.

## Erforschung
Erste Ausgrabungen führte der griechische Archäologe Panagiotis Kavvadias im Jahre 1896 durch. Hierbei legte er einen Teil der römischen Grundmauern, die hellenistische Säulenhalle und den klassischen Tempel mit Altar frei. 1946 führte der Archäologe Ioannis Papadimitriou Probegrabungen durch und erforschte von 1948 bis 1951 die Stätte systematisch. In den Jahren 1977 und 1978 führte Vassilis Lambrinoudakis weitere Ausgrabungen durch. 1995 nahm die griechische Archäologin Anthi Theodorou-Mavrommatidi die Erforschung wieder auf. Seit den 2010er Jahren läuft ein Programm zur Restaurierung der antiken Mauern. Es ist geplant die Stätte der Öffentlichkeit zugänglich zu machen.

## Geschichte
Die ältesten Funde stammen aus dem Spätneolithikum (Ende 4. Jahrtausend v. Chr.). Es handelt sich nur um einzelne Tonscherben in den unteren beiden Schichten. Trotzdem geht man davon aus, dass zu dieser Zeit bereits eine Siedlung existierte. Eine Schicht wird der ersten Phase des Frühhelladikum (FH I, etwa 3000–2650 v. Chr.) zugeordnet und auch drei Gräber stammen aus dieser Periode. Es wurden sehr viele Tonscherben aus dieser Zeit entdeckt, so dass es als sicher gilt, dass hier zu FH I eine Siedlung bestand. Es wurden jedoch keine Grundmauern gefunden, die eindeutig dieser Zeit zugeordnet werden konnten. Es bestanden Handelsbeziehungen zu den Kykladen wie Scherben von sogenannten Kykladenpfannen und ein Bruchstück eines Frühkykladischen Idols zeigen. Die folgende Phase (FH II, 2650–2200 v. Chr.) hinterließ drei Schichten mit drei Bauphasen. Aus der ersten Schicht stammt das Haus A mit mehreren Räumen. In der zweiten Schicht fand man mindestens fünf apsidiale Häuser und in der letzten drei rechteckige Gebäude. Am Ende von FH II wurde der Ort aus unbekanntem Grund verlassen. Während der letzten Phase des Frühhelladikums (FH III, 2200–2000 v. Chr.) und dem folgenden Mittelhelladikum vollzog man jedoch Kulthandlungen an der alten Siedlungsstätte. Aus diesem Grund vermutet man, dass die alten Bewohner den Ort verließen, um in der Nähe an einem besser befestigten Ort zu siedeln. Der alte Wohnort blieb in Erinnerung und wurde schließlich zur Kultstätte.
Das erste Heiligtum wurde zur Mykenischen Zeit errichtet. Man baute eine Terrasse, die von einer Stützmauer abgefangen wurde, und legte auf dieser einen runden Aschenaltar an. Auf einer zweiten Terrasse wurden zeremonielle Mahlzeiten eingenommen. Welcher Gott oder Heros hier verehrt wurde, ist nicht bekannt. Überlieferungen erwähnen jedoch einen Malos oder Maleatas. Am Ende der Mykenischen Zeit wurde das Heiligtum aufgegeben. Der Kult setzte erst wieder im 8. Jahrhundert ein und über dem mykenischen Altar wurde wieder ein Altar errichtet. Man vermutet, dass man nun dem Gott Apollon opferte. Er nahm den Beinamen Maleatas an und wurde unter dem Namen Apollon Maleatas im Heiligtum als Heilgott verehrt. Ob zu dieser Zeit schon ein Tempel errichtet wurde, ist umstritten. Im 7. Jahrhundert, in der archaischen Zeit, scheint es einen Tempel gegeben zu haben, wobei jedoch noch eindeutige Beweise fehlen. Jedenfalls erlebte das Heiligtum in der zweiten Hälfte des 7. Jahrhunderts seinen Höhepunkt. Im letzten Viertel des 7. Jahrhunderts änderte sich die Art der Opfergaben. Aus diesem Umstand und der Tatsache, dass kurze Zeit später in der Nähe das Asklepieion von Epidauros errichtet wurde, vermutet man, dass nun hauptsächlich der Gott Asklepios verehrt wurde.
Der erste sicher nachweisbare Tempel wurde um 550 v. Chr. errichtet. Über diesem wurde um 380 v. Chr. der klassische Tempel errichtet. Ebenfalls im 4. Jahrhundert v. Chr. wurde ein monumentaler Altar errichtet. Dieser Altar hatte eine Besonderheit: vier Säulen trugen einen Baldachin, der den Altar schützte. Außerdem wurde noch ein Gebäude errichtet, das entweder als Schatzhaus oder kleiner Tempel, der möglicherweise Asklepios geweiht war, interpretiert wird. Der Zugang zum Heiligtum erfolgte von Osten über eine breite Treppe. Südlich dieser befand sich ein Temenos für die Musen. Nördlich des Altars und südlich des Tempels wurde jeweils eine Exedra angelegt.
In Hellenistischer Zeit im 3. Jahrhundert v. Chr. wurde am Nordrand des Heiligtums eine Säulenhalle errichtet. Etwa zur gleichen Zeit wurde im Osten ein Gebäude, das nach einer Inschrift aus dem frühen 3. Jahrhundert v. Chr. als Skanamata bezeichnet wurde. Um den Hügel auf dem sich die frühhelladischen Ruinen befinden wurde eine Analemmamauer gebaut. Da der Hügel sonst unberührt blieb vermutet man, dass man sich der Existenz der Ruinen bewusst war und die Mauer zum Schutz dieser errichtete. In römischer Zeit wurde diese Mauer renoviert. Um 80 v. Chr. wurde der Tempel möglicherweise von kilikischen Piraten geplündert und zerstört. Das Heiligtum wurde zunächst nicht wieder errichtet trotzdem wurden Opferhandlungen fortgesetzt.
Im 2. Jahrhundert ließ der römische Senator Sextus Iulius Maior Antoninus Pythodorus, ein Aristokrat aus Nysa am Mäander, das Heiligtum wieder errichten. Neben der Ruine des alten Tempels wurde ein neues größeres tempelartiges Gebäude errichtet. Der Zugang zum Heiligtum erfolgte nun von Nordosten durch ein Propylon. Der heilige Bezirk wurde im Osten durch ein Gebäude abgeschlossen, das nach Inschriften aus dem 2. und frühen 3. Jahrhundert, als Skana bezeichnet wird und möglicherweise eine Priesterwohnung war. Die Skana wurde im 3. Jahrhundert umgebaut und bis ins 4. Jahrhundert verwendet. Südlich schloss sich eine Zisterne an. Im Süden des Musenbezirks wurde ein Nymphäum errichtet. Der römische Altar wurde über dem klassischen Altar erbaut. Durch diese Baumaßnahmen erfuhr das Heiligtum im 2. Jahrhundert eine zweite Blüte. Etwa 40 m südlich des Heiligtums entstand im 2. Jahrhundert ein römisches Bad, das bis ins 4. Jahrhundert in Gebrauch war.

## Beschreibung

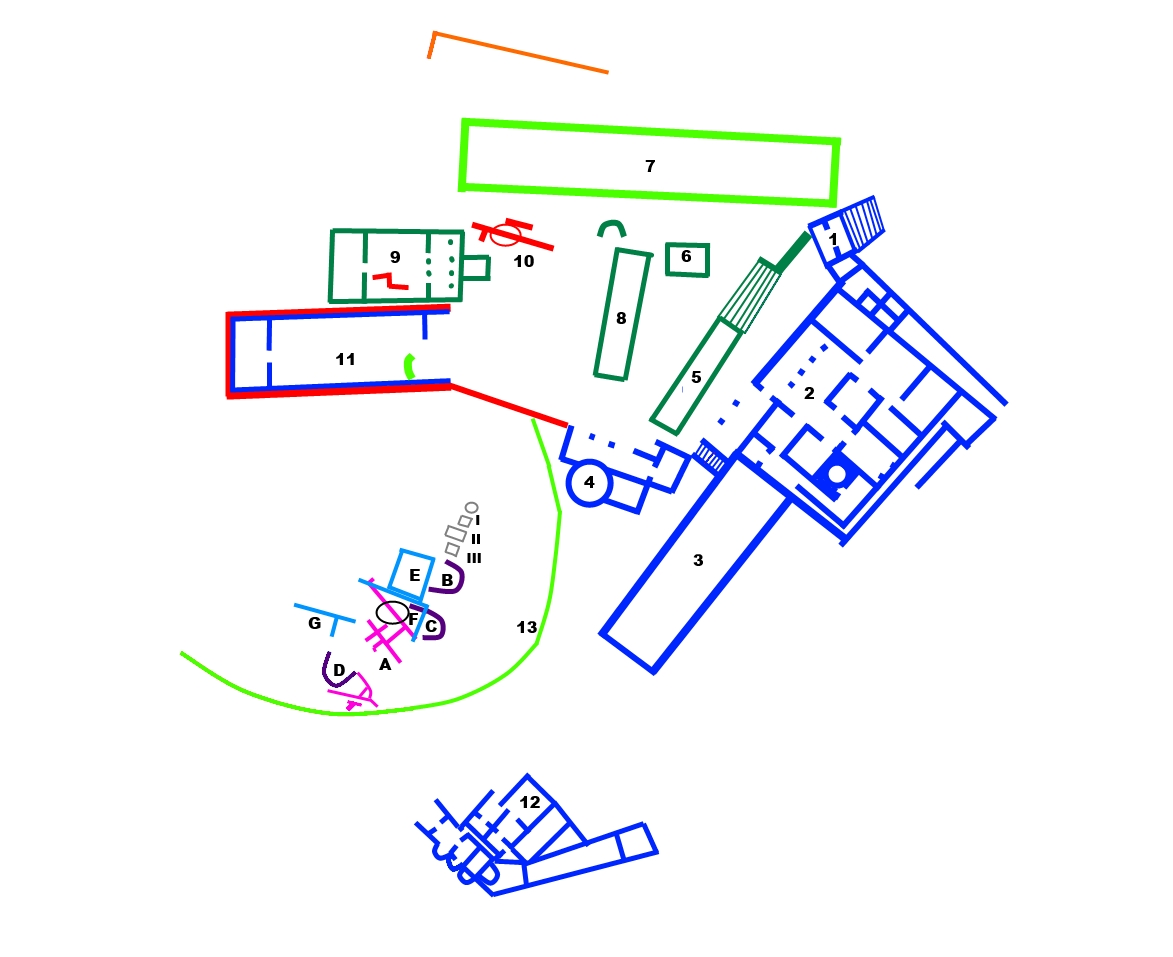
Plan des Heiligtums des Apollon Maleatas

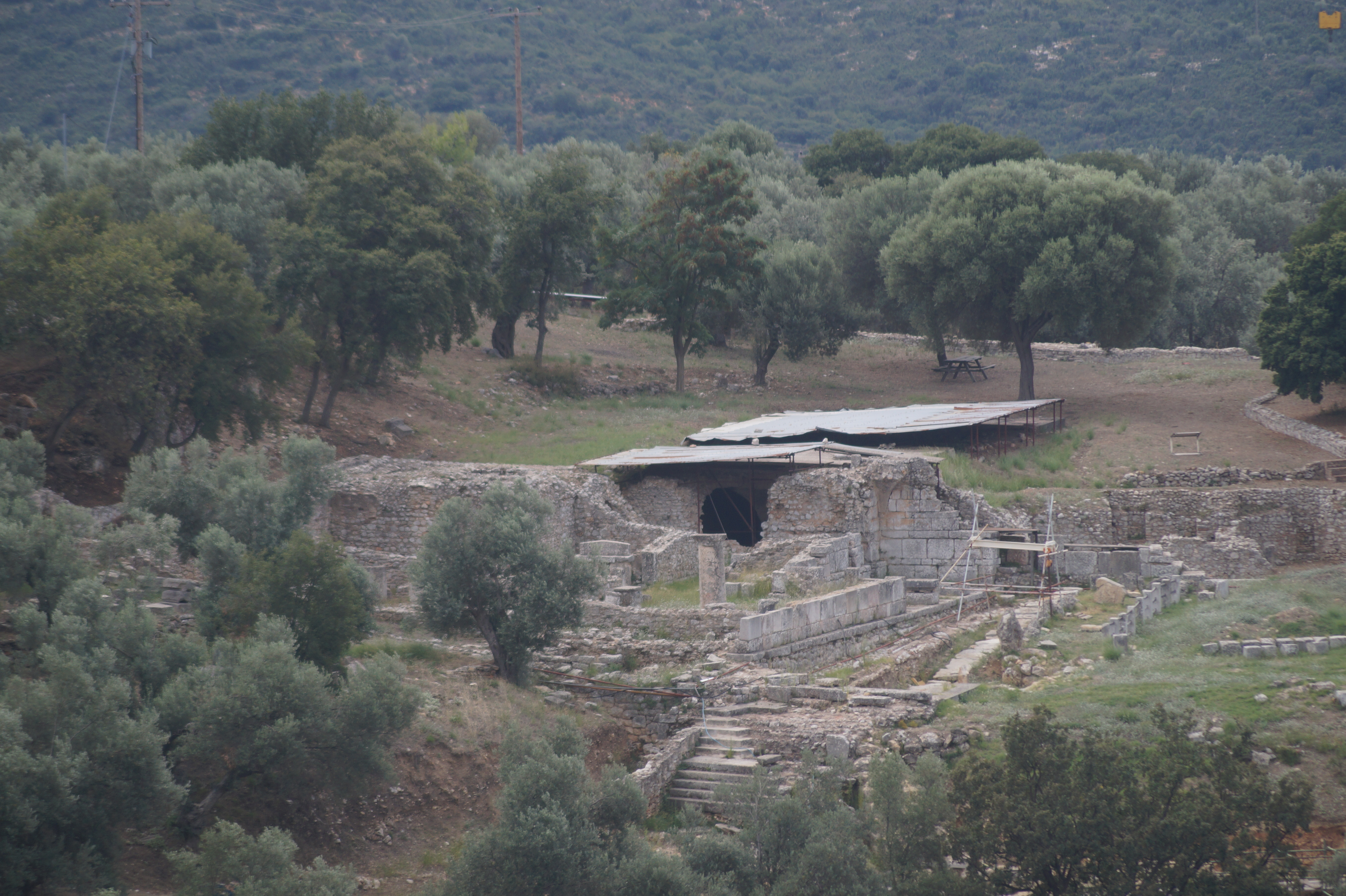
Die Skana und im Vordergrund das Propylon

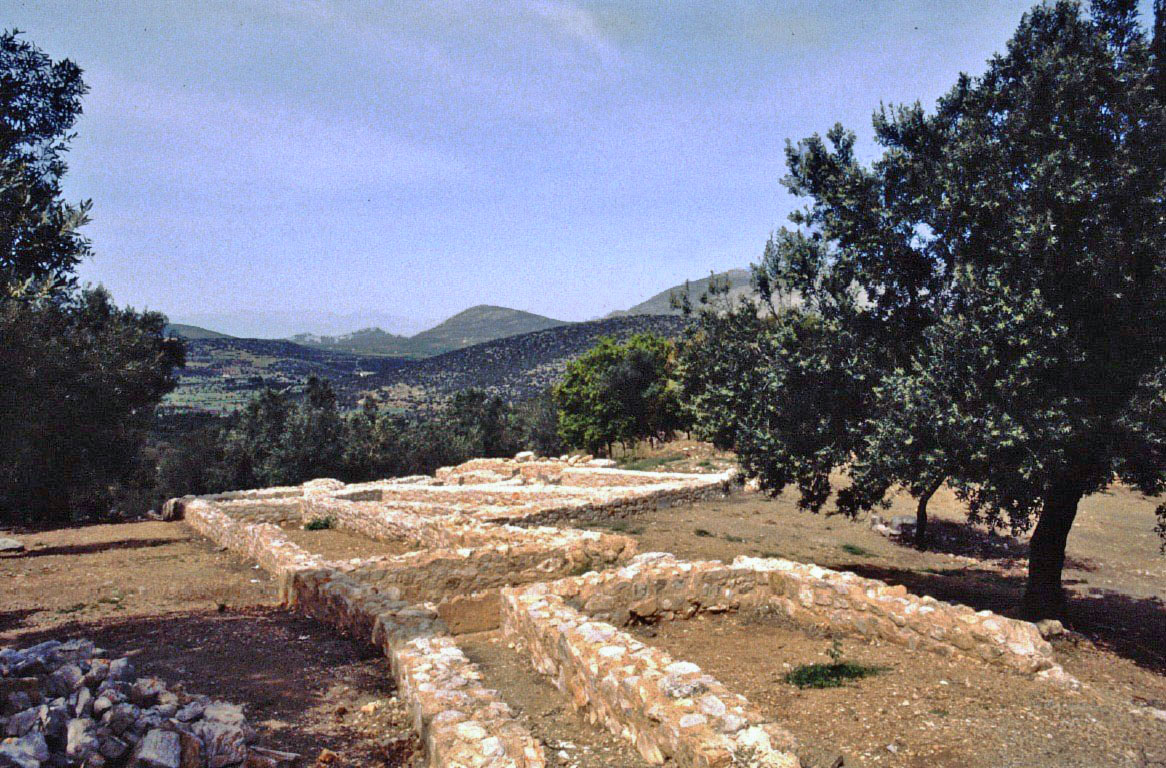
Grundmauern des römischen Bades

Man erreicht das Heiligtum des Apollon Maleatas wenn man am Museumsshop von Epidauros zunächst etwa 140 m nach Süden geht. Am Rand des Wäldchen geht man weiter 100 m in südliche Richtung. An der nächsten Kreuzung geht man nach links. Man folgt dem leicht ansteigenden Feldweg für etwa 1,2 km und erreicht den Eingang zum Ausgrabungsgelände. Es ist jedoch noch nicht für Besucher geöffnet.
In der Antike verlief der Weg im nördlich gelegenen Tal und man erreichte das Heiligtum von Nordosten. Hier sieht man heute die Grundmauern des römischen Propylons des Antoninus Pythodorus. Über neun Stufen erreichte man einen Warteraum. Nach dem Durchschreiten der zweiflügeligen Tür erreichte man den Empfangsraum mit Reinigungsbrunnen. Im Osten gab es eine Tür, die zu dem Raum des Torwächters führte, der einen dreieckigen Grundriss hatte. Hinter dem Propylon erreichte man einen etwa 28 m langen und 5,50 m breiten Gang, der sich nach Süden auf etwa 2,50 m verjüngte.
Östlich davon lag das als Skana bezeichnete Gebäude. Der Zugang zu diesem erfolgte im Süden über ein Propylon mit zwei Säulen von dem nördlich eine Tür in die Aula führte. Die Decke der Aula wurde von vier Säulen, die in einer Linie standen getragen. Hier fand man an den Wänden stehend zahlreiche Weihgaben. Sie bestanden unter anderem aus Statuen des Asklepios, der Hygieia, der Aphrodite und eines Eroten. Außerdem ein Perirrhanterion und Altäre für Apollon Maleatas, Artemis Mounichia, Poseidon Asphaleios, Salaminios, Thea Triakonthimero und Enyo. Im Süden gelangte man über einen Durchgangsraum in einen schmalen Raum der durch einen schmalen überwölbten östlichen Korridor zu einem Badezimmer führte. Hier stand an der Nordwand eine Badewanne. Vom Badezimmer gelangte man durch eine Tür im Westen in einen runden Kuppelraum. Hier stand vermutlich auch ein Perirrhanterion. Diese Anordnung lässt vermuten, dass dieser Bereich der Skana eher rituellen Zwecken diente. Auch im südöstlich der Aula gelegene Raum, der einen Estrichboden hatte, wurden Weihgeschenken in Form von Stelen und Altären an den Wänden abgestellt. Der östlich anschließende Raum hatte an der östlichen Wand eine Bank und drei Konchen für Standbilder. Der Zweck der Skana konnte bisher nicht geklärt werden. Es diente wohl nicht nur als Priesterwohnung, sondern hatte auch eine sakrale Funktion.
An der Südseite der Skana schließt sich eine römische Zisterne an. Sie hatte eine Länge von etwa 25 m und eine Breite von 8 m. Das Gewölbe der Zisterne wurde von sechs Säulen getragen. Über eine Treppe in der Nordwestecke konnte die Zisterne betreten werden. Innerhalb der Zisterne wurde eine große Menge Öllampen aus dem 2. bis 4. Jahrhundert entdeckt. Westlich an die Zisterne schloss das römische Nymphäum an.
Westlich gegenüber der Skana gab es eine etwa 8 m breite Freitreppe. Sie diente in der klassischen und hellenistischen Zeit als Zugang zum Heiligtum. Südlich davon schloss sich der etwa 14 m lange und 4 m breite Bezirk der Musen an. Er bestand aus einer überdachten Halle, die sich zum Innenhof des Heiligtums öffnete. Neun Pilaster, die untereinander mit Holzgeländer verbunden waren schlossen es vom Innenhof ab. Nur im Süden gab es einen Zugang. Etwa 5 m westlich der Freitreppe stand ein kleines Gebäude aus dem 4. Jahrhundert v. Chr. von ungefähr 5,50 m Länge und 4,50 m Breite. Der Zweck des Gebäudes ist unbekannt. Man hat es als Schatzhaus oder auch als Tempel, der möglicherweise Asklepios geweiht war, angesprochen. An der Nordseite des Heiligtums findet man die Grundmauern einer Säulenhalle aus hellenistischer Zeit von 44 × 8 m. Sie ruhte auf einer Porosstützmauer, die durch elf in regelmäßigen Abständen verteilten Stützen stabilisiert wurde. Die Front der Halle bildeten 23 Säulen.

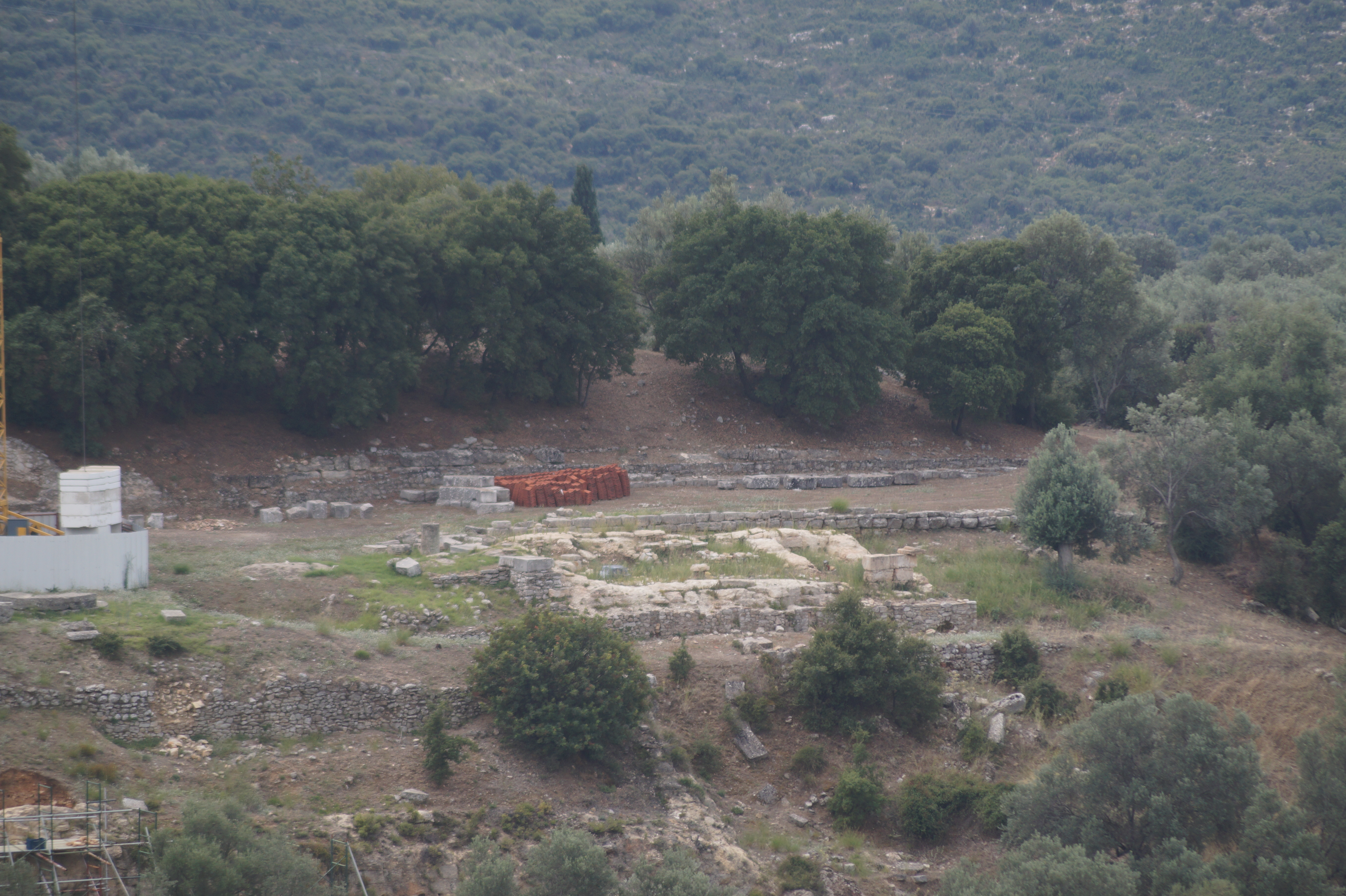
Der klassische Tempel vor dem römischen Peribolos. Auf dem Hügel dahinter liegen die Grundmauern aus Frühhelladischer Zeit.

Südlich in etwa der Mitte des Innenhofs erhob sich der monumentale klassische Altar. Er hatte einen Unterbau aus Poros von 15 m Länge und 3,50 m Breite. Er hatte im Westen dem Tempel zugewandt drei Stufen, über die man die Opferterrasse erreichte. Zwischen zwei Marmorblöcken trugen vier Säulen einen Baldachin, der den Opferplatz schützte. 17 m westlich stand der Tempel des Apollon Maleatas, der um 380 v. Chr. aus Marmor und Poros errichtet wurde. Es war ein sechssäuliger Prostylos mit Adyton von 13,70 × 7,65 m. Von diesem ist heute nur der Stufenunterbau erhalten. Es wurden jedoch Bauelemente wie Triglyphen, Metopen und Geisa und Teile von Figuren aus Pentelischem Marmor entdeckt. Anhand der Größe und Kampfpose der Figurenfragmenten vermutete Ioannis Papadimitriou, dass hier das gleiche Thema wie am Asklepiostempel von Epidauros dargestellt war: der Trojanische Krieg und der Kampf der Amazonen. In der Mitte des Hauptraumes des Tempels fand man an der Stelle, an der üblicherweise das Kultbild stand, eine Grube von 2,50 m Durchmesser und 0,80 m Tiefe. Lambrinoudakis nahm an, dass hier der Tempelschatz aufbewahrt wurde. Unter dem Unterbau des Tempels fanden sich Reste der Grundmauern des Vorgängerbaus aus archaischer Zeit. Der wiederum auf Mauerresten von mykenischen Gebäuden, die zur Lagerung von Kultgegenständen dienten, stand.
In der Nordostecke des Tempels fand man eine römische Statue einer sitzenden Frau und ein beschrifteter Stein, der Apollon gewidmet war. Nordöstlich neben der Rampe des Tempels fand man eine Terrasse mit Stützmauer von 10,50 m Länge aus mykenischer Zeit. Auf dieser Terrasse gab es einen runden Aschenaltar, der auch noch bis in archaische Zeit genutzt wurde. Auf der Stützmauer fand man eine Inschrift aus dem späten 4. Jahrhundert v. Chr., die Einblick in den Kult für Apollon Maleatas gibt. Südlich des klassischen Tempels wurde in römischer Zeit ein Peribolos mit westlichem Adyton von 27 × 8,50 m errichtet. Dieser Bau, der auch eine Exedra mit einbezog, wird auch als tempelartiges Gebäude bezeichnet. Es wurde teilweise auf mykenischen Mauern errichtet und lehnt sich im Süden an die mykenische Stützmauer an. Hier bestand zur mykenischen Zeit eine Terrasse von 31 × 9 m auf der rituelle Mahlzeiten eingenommen wurden.
Etwa 40 m südlich des Heiligtums fand man die Grundmauern eines römischen Bades aus dem 2. Jahrhundert v. Chr. Es bestand aus zwei Caldarien und einem Tepidarium und verfügte über zwei halbrunde Becken. Die Wände waren mit Marmor verkleidet.
Auf dem Hügel südlich des römischen Peribolos liegen die Überreste aus frühhelladischer Zeit. Der Hügel ist von einer Mauer aus hellenistischer Zeit, die in römischer Zeit renoviert wurde umgeben. Im Nordosten des Hügels wurden drei Gräber aus FH I ausgegraben, die mit Kalksteinplatten abgedeckt waren. Das nördliche Grab I mit Nord-Süd-Ausrichtung war 1,05 × 0,85 m groß und wie die anderen Gräber 30 cm tief. Der Leichnam war in Hockerbestattung mit Blick nach Westen beigesetzt. 0,65 m südlich fand man Grab II. Es war 1,90 × 0,85 m groß. Hier war eine junge Frau in Hockerbestattung mit Blick nach Norden begraben. Sie hatte reiche Grabbeigaben: Vor ihr lag eine Obsidian-Klinge, auf dem Brustkorb lag eine Tonspindel, in der rechten Hand hielt sie ein Pistill und neben dem Kopf wurden mehrere Tontöpfe abgestellt. Etwas abseits des Grabes fand man Tonscherben eines Beckens und einer großen Schale mit Brandspuren und als Totenopfer Lammknochen. Diese Funde sind Zeugnis einer Begräbniszeremonie. Über diese Beigaben legte man eine Reibekugel mit Mahlstein und ein kleiner Mahlstein. Grab III war 1 × 0,85 m groß und der Leichnam einer jungen Frau, etwa 18–20 Jahre alt, war in Hockerbestattung mit Blick nach Osten beigesetzt. Auf ihrer Schulter fand man eine Bronzenadel mit der das Gewand, das sie trug, zusammengehalten wurde. Außerdem fand man einen Anhänger, der aus einem ovalen Schieferplättchen, zehn halbkugelförmigen Fischzähnen, zwei sichelförmigen Muschelfragmenten und einer Steatitperle bestand. Die Einzelteile wurden mit Fäden und Kleber zusammengehalten. Nördlich von Grab I gab es einen kleinen Tumulus, sehr wahrscheinlich mit den Gräbern in Verbindung stand. Die reichen Gräber zeigen Parallelen zu Gräbern der Frühkykladischen Kultur und zu dem Friedhof von Agios Kosmas in Attika auf.
In der ältesten Schicht der FH-II-Zeit fand man das Gebäude A von 5 × 8 m und mit acht Räumen. Nur die Grundmauern, die die Wände aus ungebrannten Lehmziegel trugen, blieben erhalten. Die beiden äußerlich sichtbare Seiten der Mauern waren aus großen Steinen gebaut und innen mit kleinen Steinen und Lehm verfüllt worden. Eine Mauer war in Fischgrätentechnik erbaut. Der Zugang zum Haus befand sich vermutlich im Süden. Innerhalb des Hauses befand sich eine Drainageleitung, die mit Kalksteinplatten abgedeckt war. Nach der Zerstörung des Hauses zu einer fortgeschrittenen Phase von FH II wurden mindestens fünf apsidiale Häuser errichtet, von denen drei näher untersucht werden konnten (Gebäude B, C und D). Sie hatten einen ähnlichen Grundriss: Die Apsis hatte einen Durchmesser von etwa 3 m und waren bis zu 9 m lang und hatten ein Satteldach. Nach deren Zerstörung in einer späten Phase von FH II wurden mindestens drei rechteckige Gebäude (Gebäude E, F und G) errichtet. Die Bewohner gehörten zu derselben Kultur wie die der vorhergehenden Häuser. Ende FH II wurde die Siedlung verlassen.
Während FH III wurde zwischen den Ruinen der Siedlung ein unregelmäßiges Loch von etwa 3 × 4 m und einer Tiefe von 0,80 m gegraben. Hier wurden rituelle Handlungen vollzogen, wie die Funde in der Grube beweisen: Spuren von Brandopfer, Tierknochen, Tonscherben und ein Hirschgeweih. Anhand der Keramik konnte gezeigt werden, dass die Opfergrube bis in die Mittelhelladische Zeit genutzt wurde.